# 手塚伸一
手塚 伸一（てづか しんいち、1969年11月22日 - ）はラジオ福島のアナウンサー。

## 人物
- 福島県会津若松市（旧・河沼郡河東町）出身。
- 1993年、アナウンサーとしてラジオ福島入社。
- 2014年、NHK・民放連共同ラジオキャンペーン"ダカラジ"に、ラジオ福島代表で出演。

## 担当
- レディ・オン（金曜 7:00～9:30 (JST)）
- SUNKIN（土曜 10:00～13:00 (JST)）
- rfc8655ラジオショッピング
- ニュース・天気予報
- 福島競馬実況中継
- ふくしま駅伝実況中継
- 県議会中継

### 過去
- お早うラジオ日記
- 朝からびんびん
- Take It Easy
- 福島国体ガンバレポート
- 朝採りラジオ 情報パイレーツ
- Morning×2
  - 日産ラジオナビ
- 昼の希望音楽会
- 手塚伸一 炎のCHANNEL～てづかはあついうちにきけ
  - RFC Weekly Top10（担当はDJ SHIN）
- 手塚伸一 夕焼け番長（月・火・水曜日）
- かっとびワイド気分上々カガちゃん一座
- ORANGE TIME (月・火・水曜日)
- 朝から全開!（月曜担当、7:00～9:30 (JST)）
- かっとびワイド　テヅと美智子のどこまで言うの!?
- Radio de Show （月曜 13:00～16:00(JST)）